# Victor Méric (homme politique)
Pour les articles homonymes, voir Méric.
Ne pas confondre avec son fils, le militant Victor Méric.
Victor Silvain Méric est un homme politique français, né le 13 mars 1848 au Luc (Var) et décédé le 11 janvier 1920 à Paris.

## Biographie
« Ingénieur des Arts et Métiers, fils d’un proscrit de l’Empire qui fut condamné à dix années de forteresse en compagnie de Barbès, de Blanqui et de quelques autres pour crime de conspiration, affiliation aux carbonari, jacobinisme, etc. », il est issu d'une famille de gauche dont il prolonge l'engagement. Son fils le journaliste et écrivain libertaire Victor Méric perpétua la tradition militante de la lignée.
Ses débuts professionnels sont modestes. Son père est employé des chemins de fer et lui-même simple employé lorsqu'il se marie à Marseille en 1878.
Établi par la suite en qualité d'architecte, Méric est aussi militant radical-socialiste. il est élu conseiller général du canton du Luc et sénateur du Var de 1898 à 1909. À la Haute assemblée, il est inscrit au groupe de la Gauche radicale socialiste et s'investit beaucoup sur les questions de marine. Il parraine la résurrection politique de Georges Clemenceau en lui permettant d'être élu sénateur du Var. Politiquement brouillé avec ce dernier, devenu son adversaire électoral acharné, Victor Méric est battu lors des élections sénatoriales de 1909 et se retire ensuite de la vie politique.

## Sources
- « Victor Méric (homme politique) », dans le Dictionnaire des parlementaires français (1889-1940), sous la direction de Jean Jolly, PUF, 1960 [détail de l’édition]